# Наиля
Наиля́ (араб. نائلة‎) — женское имя арабского происхождения.
Существуют две похожие формы написания имени Nā`ila. Первая форма — женский вариант имени Наиль, имеющего персидское происхождение и означающего «достигающий успеха». Другая форма имени Наила — арабского происхождения со значением «дар».
Имя распространено у тюркских и кавказских народов, исповедующих ислам, в частности, среди башкир, татар, ингушей, кумыков, лезгин. В тюркской традиции известны также формы женского имени Наиле, Найле.